# 메러디스 오스트롬

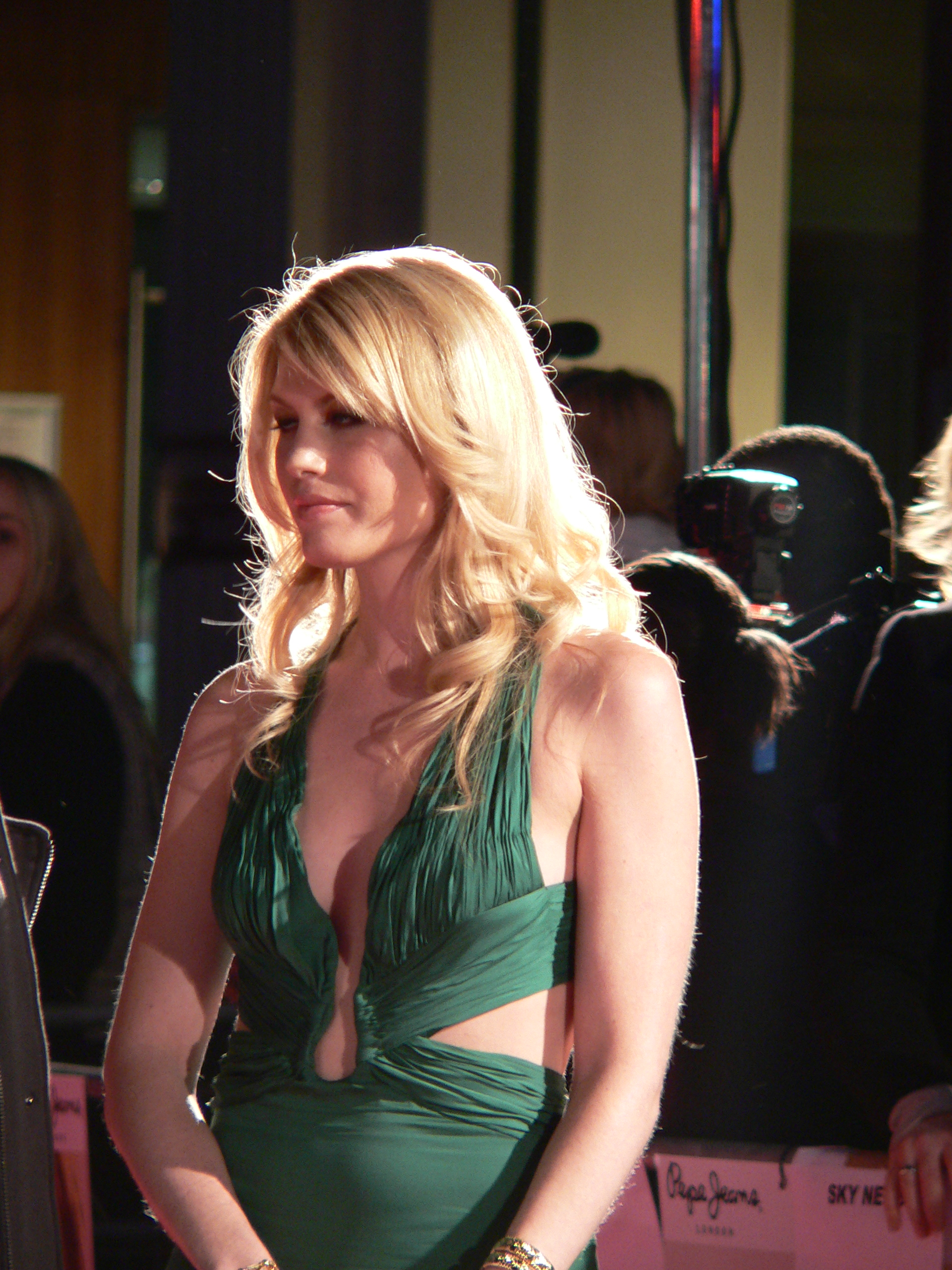

메러디스 오스트롬(Meredith Ostrom, 1977년 2월 18일 ~ )은 미국의 배우, 모델, 텔레비전 배우, 영화배우이다.
뉴욕에서 태어났다.

## 영화
- 런던 타운 (2016년) - 레베카 역
- 더 프레류드 (2010년)
- 나인 마일즈 다운 (2009년) - 수잔 역
- 부기우기 : 상위 1%의 섹스 (2009년)
- 필 더 노이즈 (2007년)
- 팩토리 걸 (2006년) - 니코 역
- 그레이트 뉴 원더풀 (2005년)
- 위험한 관계 (2004년)
- 크리스마스 (2001년)